# جانيت جونز
جانيت جونز (بالإنجليزية: Janet Jones)‏ (و. 1961 – م) هي ممثلة، من الولايات المتحدة الأمريكية، ولدت في برجتون، ميزوري.

## وصلات خارجية
- جانيت جونز على موقع IMDb (الإنجليزية)
- جانيت جونز على موقع ألو سيني (الفرنسية)
- جانيت جونز على موقع أول موفي (الإنجليزية)
- جانيت جونز على موقع قاعدة بيانات الأفلام السويدية (السويدية)
- جانيت جونز على موقع إن إن دي بي (الإنجليزية)
- جانيت جونز على موقع قاعدة بيانات الفيلم (الإنجليزية)
- جانيت جونز على موقع كينوبويسك (الروسية)